# 李可成
李可成，辽东铁岭人，清朝政治人物。荫生出身。
康熙九年（1670年），擔任清朝廣州府新安縣知縣。后由羅嗚珂接任。